# Elecciones al Congreso de los Diputados de abril de 2019 (Guadalajara)
Las elecciones al Congreso de los Diputados de 2019 se celebraron en la Provincia de Guadalajara el domingo 28 de abril, como parte de las elecciones generales convocadas por Real Decreto dispuesto el 4 de marzo de 2019 y publicado en el Boletín Oficial del Estado el día siguiente. Se eligieron los 3 diputados del Congreso correspondientes a la circunscripción electoral de Guadalajara, mediante un sistema proporcional (método d'Hondt) con listas cerradas y un umbral electoral del 3%.

## Resultados
Los comicios depararon 1 escaño al Partido Popular al Partido Socialista Obrero Español y a Ciudadanos
| Candidatura                                          | Candidatura                                          | Votos   | %                                       | Escaños                                 |
| ---------------------------------------------------- | ---------------------------------------------------- | ------- | --------------------------------------- | --------------------------------------- |
|                                                      | Partido Socialista Obrero Español (PSOE)             | 42 397  | 29,79                                   | 1                                       |
|                                                      | Partido Popular (PP)                                 | 28 575  | 20,08                                   | 1                                       |
|                                                      | Ciudadanos-Partido de la Ciudadanía (Cs)             | 26 749  | 18,79                                   | 1                                       |
| Vox (Vox)                                            | Vox (Vox)                                            | 23 454  | 16,48                                   | 0                                       |
| Unidas Podemos (Podemos-IU-Equo)                     | Unidas Podemos (Podemos-IU-Equo)                     | 17 453  | 12,26                                   | 0                                       |
| Partido Animalista Contra el Maltrato Animal (PACMA) | Partido Animalista Contra el Maltrato Animal (PACMA) | 1806    | 1,27                                    | 0                                       |
| Recortes Cero-Grupo Verde (R0-GV)                    | Recortes Cero-Grupo Verde (R0-GV)                    | 333     | 0,23                                    | 0                                       |
| Partido Comunista Obrero Español (PCOE)              | Partido Comunista Obrero Español (PCOE)              | 323     | 0,23                                    | 0                                       |
| Por un Mundo Más Justo (PUM+J)                       | Por un Mundo Más Justo (PUM+J)                       | 251     | 0,18                                    | 0                                       |
| Votos válidos                                        | Votos válidos                                        | 123 332 | 100,00                                  | 3                                       |
| Votos nulos                                          | Votos nulos                                          | 1401    | Participación: · \| \| 79,20 % \| 5,08% | Participación: · \| \| 79,20 % \| 5,08% |
| Votantes                                             | Votantes                                             | 126 003 | Participación: · \| \| 79,20 % \| 5,08% | Participación: · \| \| 79,20 % \| 5,08% |
| Electores                                            | Electores                                            | 182 106 | Participación: · \| \| 79,20 % \| 5,08% | Participación: · \| \| 79,20 % \| 5,08% |
|                                                      | 79,20 %                                              |         |                                         |                                         |

## Diputados electos
Relación de diputados electos:
| N.º | Nombre                              | Lista | Lista |
| --- | ----------------------------------- | ----- | ----- |
| 1   | Magdalena Valerio Cordero           |       | PSOE  |
| 2   | Silvia Valmaña Ochaita              |       | PP    |
| 3   | María de los Ángeles Rosado Peinado |       | Cs    |